# Cyrtandra crenata
Cyrtandra crenata är en tvåhjärtbladig växtart som beskrevs av Harold St.John och William Bicknell Storey. Cyrtandra crenata ingår i släktet Cyrtandra och familjen Gesneriaceae. Inga underarter finns listade i Catalogue of Life.